# 야탑역
야탑역(野塔驛, Yatap station)은 경기도 성남시 분당구 야탑동에 있는 분당선의 전철역이다. 인근에 성남종합버스터미널이 있으며, 터미널 건물 (테마폴리스) 지하 2층에서 통로로 연결되고, 향후 급행열차 운행 일환으로 대피선 설치 계획이 있다. 여수천 하저터널로 모란역과 연결된다. 야탑천 하저터널로 이매역과 연결된다.

## 역사
- 1994년 9월 1일 : 분당선 수서 - 오리 구간 개통과 함께 영업 개시
- 2003년 9월 3일 : 분당선 선릉 ~ 수서 구간 개통으로 선릉 기점 16.4km로 변경[1]
- 2009년 12월 1일 : 철도승차권 단말기 철거
- 2012년 6월 : 스크린도어 설치
- 2012년 9월 18일 : 분당선 왕십리 ~ 선릉 구간 개통으로 왕십리 기점 23.1km로 변경[2]
- 2013년 7월 18일 : 에스컬레이터 역주행 사고 발생[3]

## 역 구조
2면 2선의 상대식 승강장을 갖추고 있으며, 스크린도어가 설치되어 있다.

### 승강장
| ↑ 모란 |
| \| １  |
| 이매 ↓ |

| 1 | ● 수도권 전철 수인·분당선 | 서현 · 기흥 · 수원시청 · 수원 · 인천 방면 |
| 2 | ● 수도권 전철 수인·분당선 | 모란 · 구룡 · 선릉 · 선정릉 · 왕십리 방면 |

## 역 주변
- 테마폴리스
- NC백화점 야탑점
- 분당구보건소
- 성남시시설관리공단
- 성남시립볼링장
- 성남시중앙도서관
- 성남종합버스터미널
- 성남시청
- 성남시의회
- 아미고타워
- CGV 야탑
- CHA 의과학대학교 차병원
- CHA 의과학대학교 분당캠퍼스
- 탄천종합운동장(프로축구 K리그2 성남 FC 홈구장)
- 홈플러스 야탑점
- 서울교통공사 모란차량사업소
- 제2경인고속도로 여수 나들목
- 돌마초등학교

## 이용객 변동
| 노선   | 노선 | 일평균 인원수 (명/일) | 일평균 인원수 (명/일) | 일평균 인원수 (명/일) | 일평균 인원수 (명/일) | 일평균 인원수 (명/일) | 일평균 인원수 (명/일) | 일평균 인원수 (명/일) | 일평균 인원수 (명/일) | 일평균 인원수 (명/일) | 일평균 인원수 (명/일) | 각주                  | 각주                  | 각주  |
| 노선   | 노선 | 2000년                | 2001년                | 2002년                | 2003년                | 2004년                | 2005년                | 2006년                | 2007년                | 2008년                | 2009년                | 각주                  | 각주                  | 각주  |
| ------ | ---- | --------------------- | --------------------- | --------------------- | --------------------- | --------------------- | --------------------- | --------------------- | --------------------- | --------------------- | --------------------- | --------------------- | --------------------- | ----- |
| 분당선 | 승차 | 8,566                 | 16,287                | 18,668                | 20,283                | 17,662                | 18,724                | 19,855                | 20,784                | 22,245                | 22,538                | [ 4 ]                 | [ 4 ]                 | [ 4 ] |
| 분당선 | 하차 | 6,241                 | 14,077                | 15,135                | 20,110                | 17,396                | 19,333                | 20,620                | 21,553                | 23,327                | 23,651                | [ 4 ]                 | [ 4 ]                 | [ 4 ] |
| 노선   | 노선 | 일평균 인원수 (명/일) | 일평균 인원수 (명/일) | 일평균 인원수 (명/일) | 일평균 인원수 (명/일) | 일평균 인원수 (명/일) | 일평균 인원수 (명/일) | 일평균 인원수 (명/일) | 일평균 인원수 (명/일) | 일평균 인원수 (명/일) | 일평균 인원수 (명/일) | 일평균 인원수 (명/일) | 일평균 인원수 (명/일) | 각주  |
| 노선   | 노선 | 2010년                | 2011년                | 2012년                | 2013년                | 2014년                | 2015년                | 2016년                | 2017년                | 2018년                | 2019년                | 2020년                | 2021년                | 각주  |
| 분당선 | 승차 | 24,575                | 25,189                | 25,574                | 27,300                | 27,727                | 27,776                | 28,058                | 28,303                | 28,805                | 29,363                | 20,523                | 20,828                | [ 4 ] |
| 분당선 | 하차 | 25,783                | 26,496                | 26,880                | 28,801                | 29,198                | 29,227                | 29,467                | 29,704                | 30,204                | 30,930                | 21,609                | 21,791                | [ 4 ] |
| 노선   | 노선 |                       |                       |                       |                       |                       |                       | 각주                  | 각주                  | 각주                  | 각주                  | 각주                  | 각주                  | 각주  |
| 노선   | 노선 | 2022년                | 2023년                | 2024년                | 2025년                | 2026년                | 2027년                | 각주                  | 각주                  | 각주                  | 각주                  | 각주                  | 각주                  | 각주  |
| 분당선 | 승차 | 23,255                | 24,179                |                       |                       |                       |                       |                       |                       |                       |                       |                       |                       |       |
| 분당선 | 하차 | 24,362                | 25,554                |                       |                       |                       |                       |                       |                       |                       |                       |                       |                       |       |

## 사진

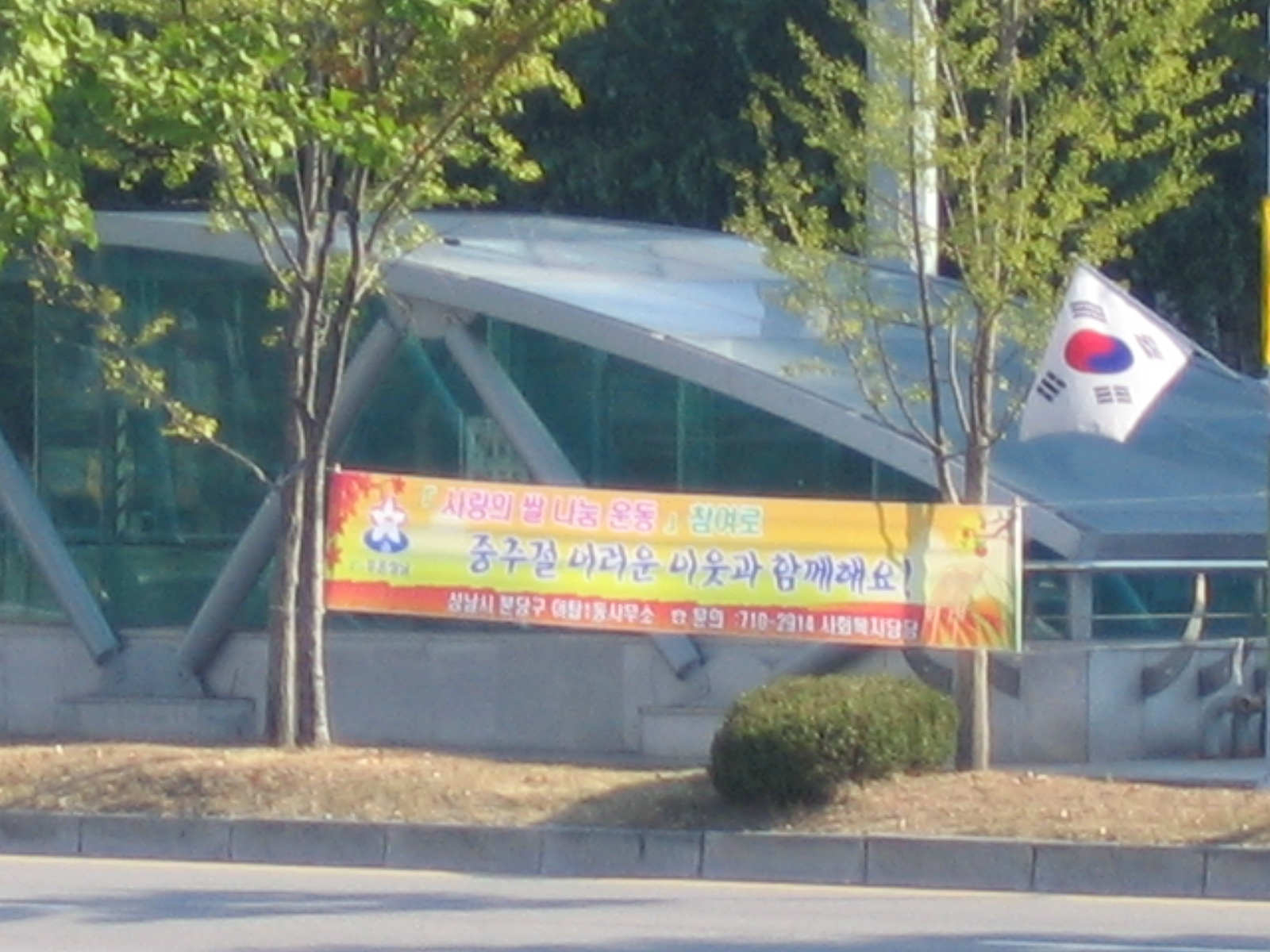
야탑역
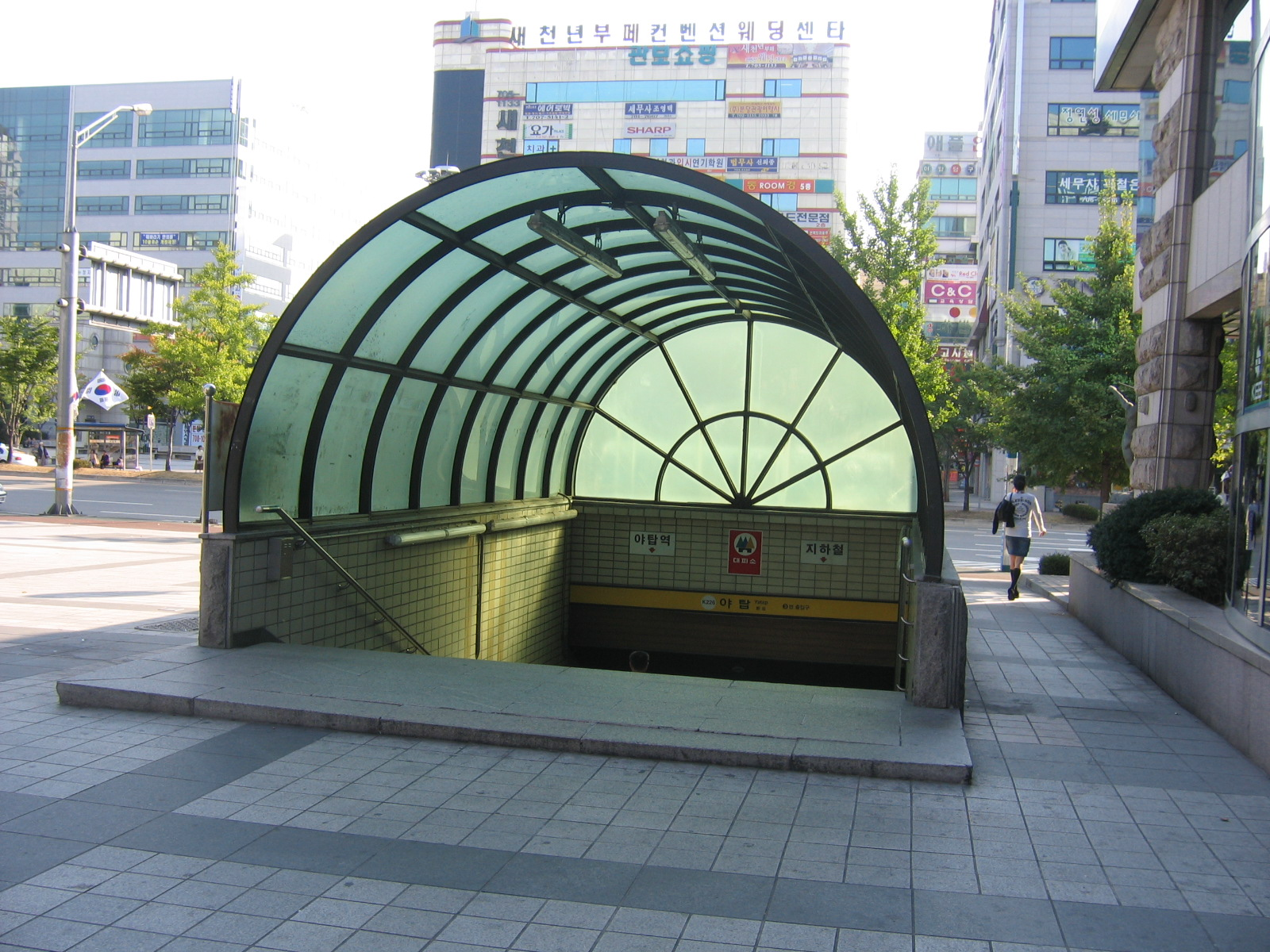
야탑역
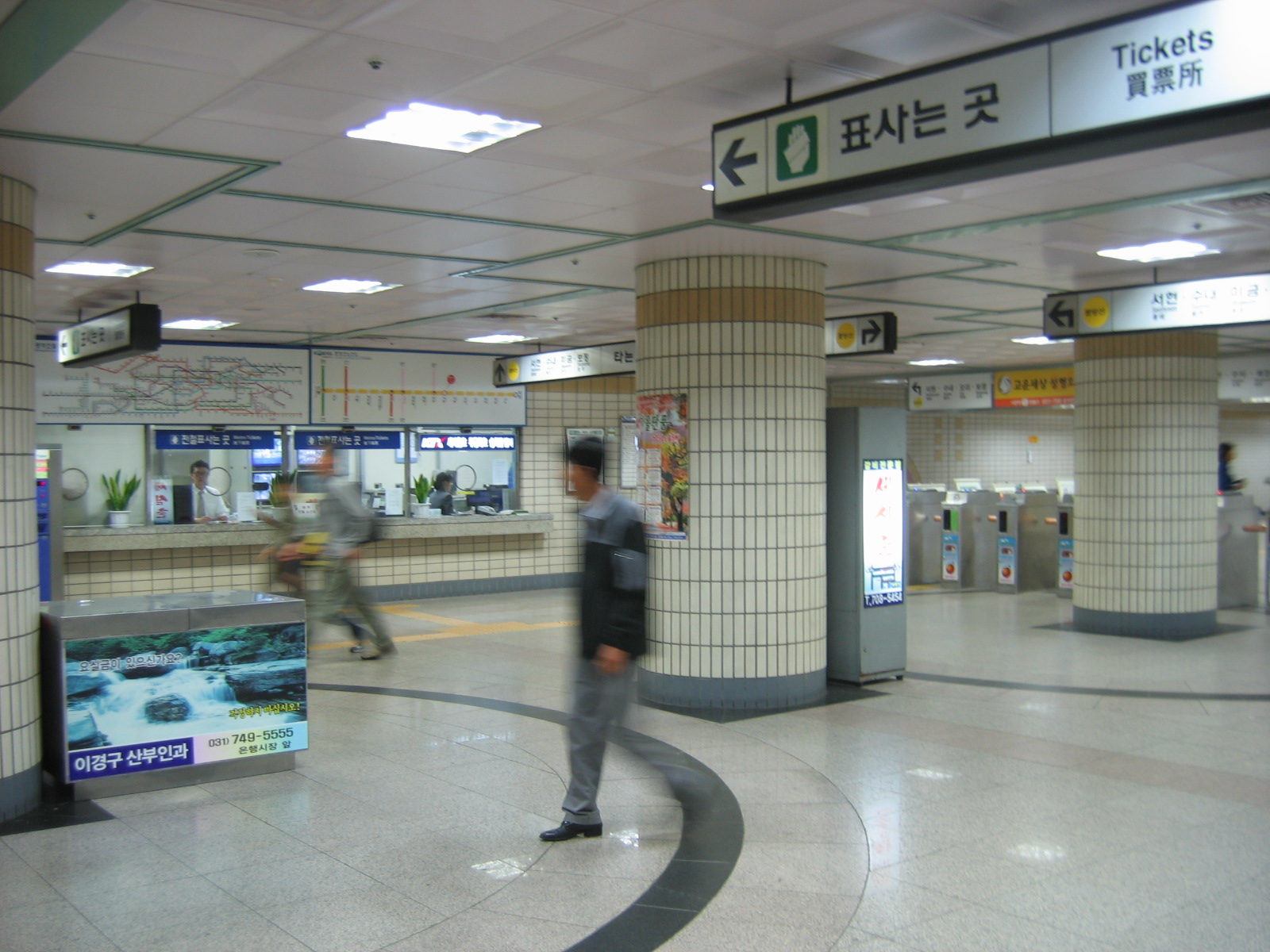
야탑역

## 인접한 역
| 분당선                | 분당선                                     | 분당선                        |
| --------------------- | ------------------------------------------ | ----------------------------- |
| K225 모란 청량리 방면 | ● 수도권 전철 수인·분당선 완행 분당선 급행 | K227 이매 고색 방면 인천 방면 |